# Szczęsny Bykowski-Jaxa
Szczęsny Jaxa-Bykowski (ur. 3 maja?/15 maja 1898 w Samarkandzie, zm. 30 kwietnia 1940 w Katyniu) – podporucznik rezerwy kawalerii Wojska Polskiego, agronom, redaktor naczelny „Poradnika Gospodarskiego”, ofiara zbrodni katyńskiej.

## Życiorys
Syn Ludwika i Anny z Kurowskich urodzony 15 maja 1898 w Samarkandzie. Ukończył gimnazjum w Petersburgu (1917). Żołnierz 3 pułku ułanów I Korpusu Polskiego w Rosji. Od 1918 w Wojsku Polskim. Uczestnik wojny 1918-1921. W 1920 parlamentariusz do sztabu armii sowieckiej w Płocku. Po wojnie został przeniesiony do rezerwy z przydziałem do 17 pułku ułanów. Na stopień podporucznika został mianowany ze starszeństwem z 1 lipca 1925 w korpusie oficerów rezerwy kawalerii. W 1934 posiadał przydział w rezerwie do 4 Pułku Strzelców Konnych w Płocku.
W okresie międzywojennym ukończył Akademię Rolniczą w Bydgoszczy (1922). W czasie studiów mieszkał na ul. Gimnazjalnej 1. Studiował w Wyższej Szkole Handlowej i Szkole Głównej Gospodarstwa Wiejskiego w Warszawie (1925–1926). W 1925 został przyjęty do warszawskiej Korporacji Akademickiej Arkonia (nr ew. 1024). W 1929 był wicedyrektorem Działu Rolniczego Powszechnej Wystawy Krajowej w Poznaniu. Od  5 marca 1933 (z roczną przerwą) do wybuchu II wojny światowej był redaktorem naczelnym „Poradnika Gospodarskiego”.
W czasie kampanii wrześniowej 1939, po agresji ZSRR na Polskę, w nieznanych okolicznościach wzięty do niewoli radzieckiej i osadzony w obozie jenieckim w Kozielsku. 28 kwietnia 1940 został przekazany do dyspozycji naczelnika obwody smoleńskiego NKWD, lista wywózkowa LW 052/1 z 27 kwietnia 1940. Został zamordowany 30 kwietnia 1940 przez funkcjonariuszy NKWD w lesie katyńskim i tam pogrzebany w bezimiennej mogile zbiorowej, gdzie od 28 lipca 2000 mieści się oficjalnie Polski Cmentarz Wojenny w Katyniu. W miejscu tym prowadzone były ekshumacje i prace archeologiczne, jednak Szczęsny Jaxa-Bykowski nie został zidentyfikowany.

### Życie prywatne
Mieszkał w Poznaniu. Żonaty z Margeritą bar. Korff, miał dwie córki.

## Upamiętnienie
5 października 2007 minister obrony narodowej Aleksander Szczygło mianował go pośmiertnie na stopień porucznika. Awans został ogłoszony 9 listopada 2007 w Warszawie, w trakcie uroczystości „Katyń Pamiętamy – Uczcijmy Pamięć Bohaterów”.
13 kwietnia 2016 roku, w ramach akcji „Katyń... pamiętamy” / „Katyń... Ocalić od zapomnienia”, w ogrodzie Pałacu Prezydenckiego został zasadzony Dąb Pamięci poświęconego wszystkim Ofiarom Zbrodni Katyńskiej, certyfikat z numerem 1.

## Ordery i odznaczenia
- Krzyż Walecznych (trzykrotnie)[15]
- Medal Niepodległości (5 sierpnia 1937)[25]
- Srebrny Krzyż Zasługi (28 września 1929)[8][15]
- Medal Pamiątkowy za Wojnę 1918–1921[15]
- Medal Zwycięstwa („Médaille Interalliée”)[15]